# Тініс
Тініс (єгип. ṯnj, грец. Θϊα) — одне з найдавніших давньоєгипетських міст у 8-му верхньоєгипетському номі; з нього давньоєгипетський історик Манефон виводить першу династію фараонів.
Місцезнаходження Тінісу точно не встановлене. Ймовірно, Тініс знаходився на місці сучасного міста Гірга. Принаймні, широка тут по обидві сторони річки долина Нілу могла дати зручне місце для найдавніших поселень народу, що прийшов зі сходу.
За правління 19-ї династії при дворі були вельможі з титулом «князь Тінісу». У римський час Тініс славився виробами з пурпуру.